# Cyrtopogon oasis
Cyrtopogon oasis är en tvåvingeart som beskrevs av Pavel Lehr 1998. Cyrtopogon oasis ingår i släktet Cyrtopogon och familjen rovflugor. Inga underarter finns listade i Catalogue of Life.